# Mníšek pod Brdy (stacja kolejowa)
Mníšek pod Brdy – stacja kolejowa w miejscowości Mníšek pod Brdy, w kraju środkowoczeskim, w Czechach. Znajduje się na wysokości 435 m n.p.m.
Jest zarządzana przez Správę železnic. Na stacji istnieje możliwość zakupu biletu i rezerwacji miejsc.

## Linie kolejowe
- 210 Praha - Vrané nad Vltavou - Čerčany